# Єскікорган
Єскікорга́н (каз. Ескіқорған) — село у складі Келеського району Туркестанської області Казахстану. Входить до складу Актобинського сільського округу.
До 2002 року село називалося Кірово.
Населення — 1217 осіб (2021; 1079 у 2009, 766 у 1999, 524 у 1989).